# Sân bay Bertoua
Sân bay Bertoua (IATA: BTA, ICAO: FKKO) là một sân bay ở Bertoua, Cameroon.